# The Musical Times
The Musical Times (до 1903 года The Musical Times and Singing Class Circular) — старейшее британское специализированное музыкальное периодическое издание.
Журнал был основан работавшим в Англии немецким музыкантом Йозефом Майнцером в 1842 году, однако не пользовался особенным влиянием. Датой основания нынешнего издания считается 1844 год, когда журнал был куплен у Майнцера Альфредом Новелло, сыном музыканта и музыкального издателя Винсента Новелло. Первоначально выходил ежемесячно на восьми страницах. Издание вызвало значительный интерес, и в 1852 году Новелло заявил о тираже в 7000 экземпляров. Журнал служил рекламной площадкой для нотных изданий издательства Novello, его особый интерес к хоровой музыке был связан как с запросами читателей (среди которых было много священников и церковных музыкантов), так и с предпочтениями издательства. Начиная с 1860-х гг. The Musical Times перестал быть преимущественно рекламным изданием и повысил качество журналистики благодаря возглавившему журнал Генри Чарльзу Ланну, видевшему своей задачей подъём престижа английской музыки; к следующему десятилетию тираж увеличился до 14000, а объем до 56 страниц. К 1900 году величина номера составляла уже 72 страницы. К концу столетия в состав выпусков включались также нотные приложения, портреты композиторов и т. д. В годы Второй мировой войны объём издания сократился до 32 страниц, в 1950-е гг. начал расти снова и в 1970-е гг. превышал 100 страниц, затем вновь пошёл на убыль. С лета 1998 г. журнал перешёл на ежеквартальный выпуск, сперва по 80, а с 2004 г. по 120 страниц.

## Редакторы
- Альфред Новелло (1844—1853)
- Мэри Кларк (1853—1856)
- Альфред Новелло (1856—1863)
- Генри Чарльз Ланн (1863—1887)
- Уильям Александер Баррет (1887—1891)
- Эдгар Фредерик Жак (1892—1897)
- Фредерик Джордж Эдвардс (1897—1909)
- Уильям Грей Макнот (1909—1918)
- Харви Грейс (1918—1944)
- Уильям Макнот (1944—1953)
- Мартин Купер[англ.] (Martin Cooper, 1953—1956)
- Харольд Ратленд (Harold Rutland, 1956—1960)
- Робин Халл[вд] (Robin Hull, 1960)
- Эндрю Портер (1960—1967)
- Стэнли Сэди (1967—1987)
- Эндрю Клемент (Andrew Clement, 1987—1988)
- Эрик Вэнь (Eric Wen, 1988-